# Bulla (sello)

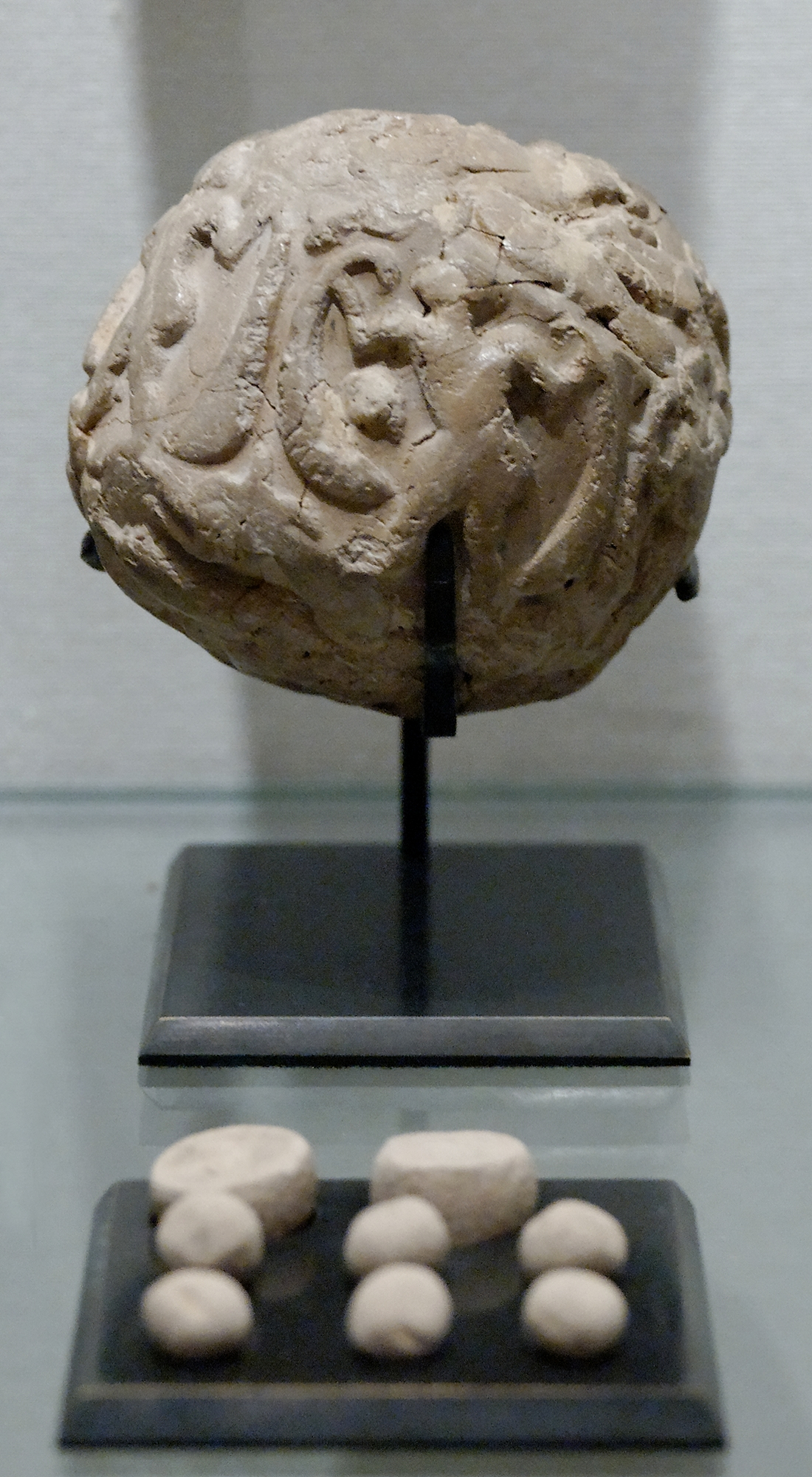
Una bulla (o sobre de arcilla) y su contenido en exhibición en el Museo del Louvre. Período de Uruk (4000 a. C.-3100 a. C.).

Una bulla (plural bullae) es una especie de esfera de arcilla que contiene en su interior diferentes representaciones icónicas de animales en barro utilizadas como registro en los trueques de la antigua Mesopotamia hacia los años 6.000-5.000 a. C.
Cuando los mesopotámicos realizaban transacciones comerciales, generalmente de ganado, cuya mercancía no se entregaba en el momento, recurrían a este utensilio como recordatorio de la transacción. Los tratantes modelaban con arcilla una pequeña bola para introducir en su interior un número determinado de figuras que se correspondía con la cantidad y el tipo de artículo vendido. A continuación, sellaban la bulla y marcaban en el exterior de esta el contenido con unos símbolos que se consideran los antecedentes de las famosas tablillas cuneiformes, y por tanto de la escritura. El trato se cerraba cuando, al romper la bulla, se comprobaba que lo acuñado en el exterior del objeto coincidía con las piezas del interior.
Denise Schmandt-Besserat, arqueóloga francesa, recibió una generosa beca para investigar el origen de la escritura. Los estudios anteriores intuían que dicho origen se encontraba en el Antiguo Oriente Próximo, alrededor de las amplias cuencas hidrográficas del Éufrates y el Tigris, 3000 o 4000 años a. C. 
Schmandt-Besserat visitó las tierras de los actuales Irán, Irak, Turquía, Siria, Jordania e Israel, hacia los años sesenta y setenta del siglo XX, y comenzó a recopilar tablillas mesopotámicas, que hasta entonces eran consideradas como las primeras escrituras. El hombre representó por primera vez el lenguaje con pictogramas (dibujos), por lo que no podía considerarse escritura. Sin embargo, en las tablillas más antiguas a los pictogramas ya les acompañaban los ideogramas (representaciones abstractas). 
De este modo, Schmandt-Besserat se dio cuenta de que conforme habían pasado los años, los ideogramas son una abstracción de los pictogramas, y llegó a la conclusión de que tenía que haber una representación intermedia.
La arqueóloga francesa descubrió una serie de bullae de hasta 9000 años de antigüedad (coincidiendo con el periodo de transformación al sedentarismo). Denise elaboró una tipología en función de las incisiones que presentaban y llegó a la conclusión de que las marcas se correspondían con lo que había dentro: representaciones de animales y productos agrícolas. Así pues, comparando las incisiones se registraron una treintena de símbolos abstractos que se emparejaban con representaciones realistas.
Todos los símbolos abstractos de las bullae aparecían idénticos en las primeras tablillas de arcilla de escritura cuneiforme. Esto demuestra que la escritura no la inventó nadie, sino que evolucionó depurando los pictogramas.
Como curiosidad, cabe reseñar que todas las tablillas mesopotámicas son convexas y de arcilla por herencia de las bullae.